# 雷武察區
48°41′1″N 20°6′52″E / 48.68361°N 20.11444°E

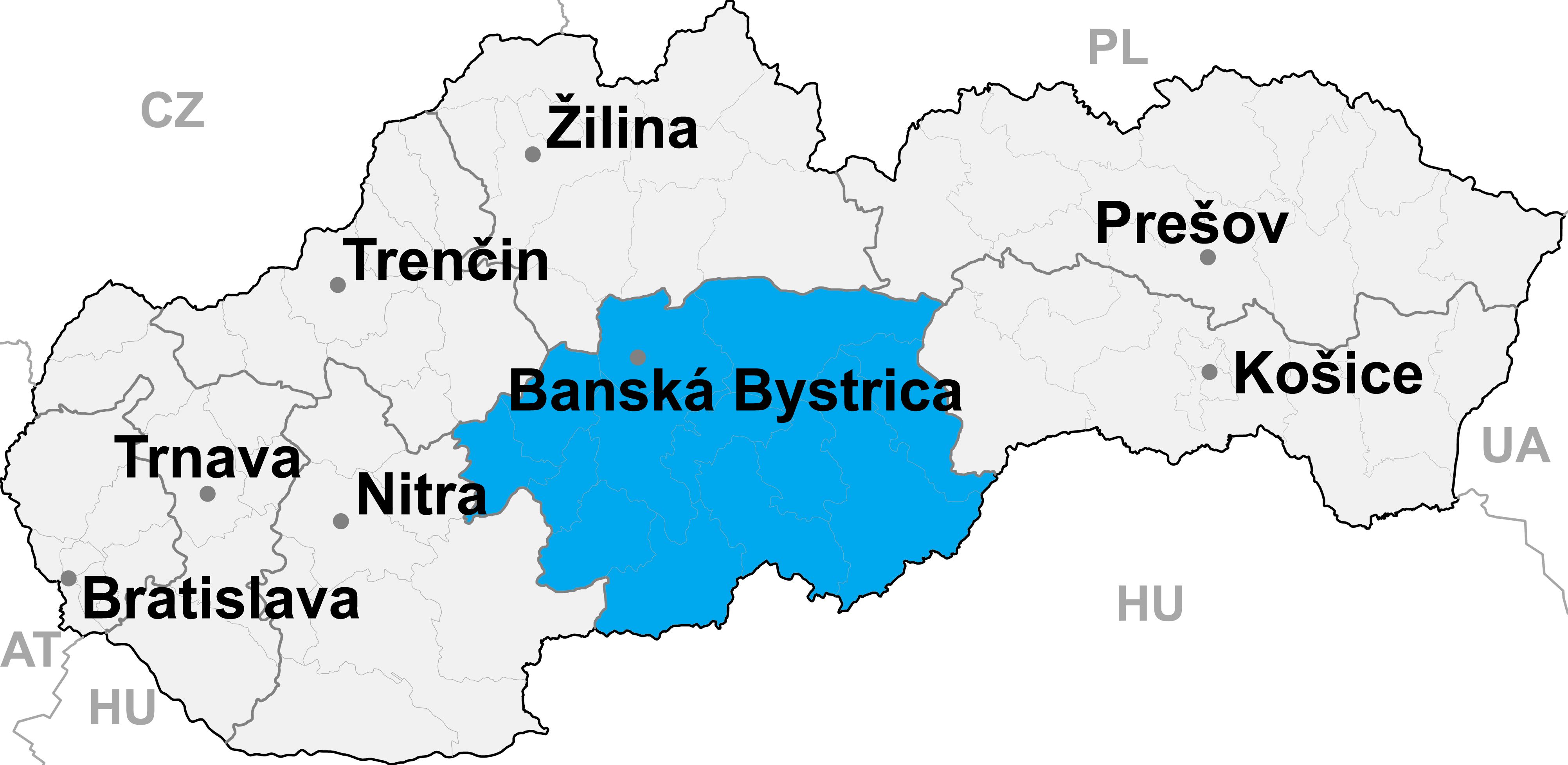

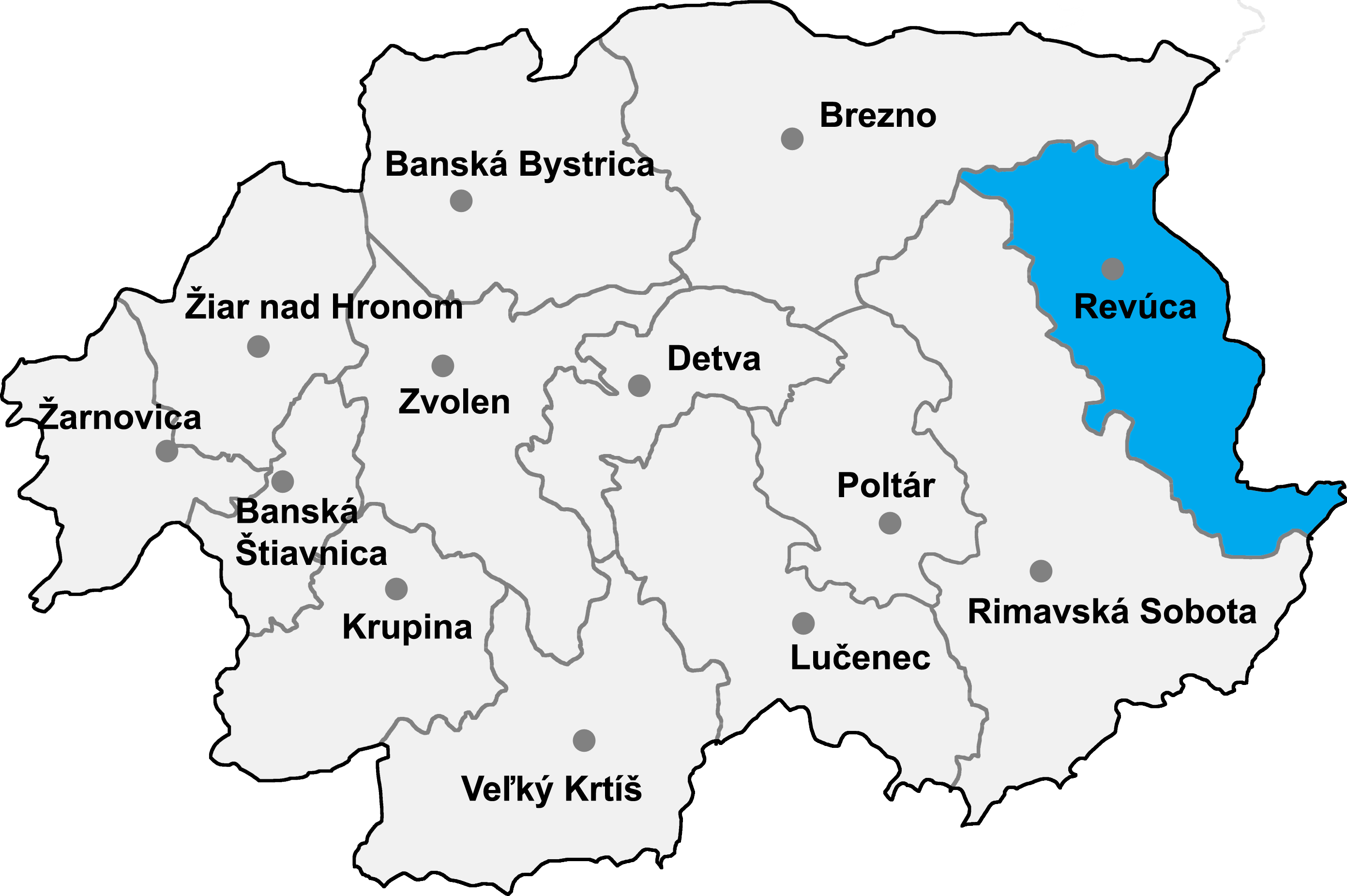

雷武察區，是斯洛伐克的一個區，位於該國中部，由班斯卡-比斯特里察州負責管轄，面積730平方公里，2001年該區人口40,879，人口密度每平方公里56人。